# Joo Yoseop
 (juillet 2014).
Ju Yo-seop (en hangeul : 주요섭, 24 novembre 1902 - 1972) est un écrivain sud-coréen.

## Biographie
Ju Yo-seop est né à Pyongyang le 24 novembre 1902 en Corée (actuellement en Corée du Nord). Il a utilisé deux pseudonymes durant sa carrière, Yeosim et Yeosimsaeng. Il fréquente le lycée Soongsil et l'institut Aoyama à Tokyo avant d'obtenir un diplôme de l'université Hujiang à Shanghai. Il part ensuite aux États-Unis pour étudier à l'université Stanford. Il a passé une grande partie de la période coloniale en Chine et a enseigné pendant un certain temps à l'université Furen de Pékin. En 1943, refusant de coopérer avec l'invasion japonaise du continent, il quitte la Chine et retourne en Corée. Après la libération, il a travaillé en tant que rédacteur en chef du Korea Times, puis en tant que professeur à l'université Kyunghee, ainsi qu'en tant que secrétaire général et président du PEN Club en Corée. Il est décédé le 14 novembre 1972.

## Œuvre
La carrière littéraire de Ju Yo-seop commence avec la publication de sa nouvelle Le Pot brisé (Kkae-eojin hang-ari, 1921) dans le journal Les Nouvelles quotidiennes (Maeil Sinbo). Sa carrière d'écrivain peut être divisée en quatre étapes. Le premier cycle dure de 1921 à 1927 avec la publication de L'Assassinat (Sarin), et La Nourriture du chien (Gaebap). Durant cette période, il se concentre sur la vie difficile des classes défavorisées et des indigents. Il dresse ici un portrait réaliste de ces personnes évoluant en marge de la société avec une profonde humanité. 
Dans la deuxième étape, qui se situe entre 1930 et 1937, les œuvres s'interrogent sur le sens à donner à la vie à travers des expériences plus générales : la réalisation et la frustration de l'amour, la trahison, la nostalgie, le comportement éthique et les conventions sociales. Deux de ses œuvres sont caractéristiques de cette période : La Mère et l'invité (Sarangbang sonnimgwa eomeoni) et Madame Anémone. La vision humaniste entrevue dans ses œuvres antérieures devient beaucoup plus prononcée durant cette période, qui traite le plus souvent d'histoires d'amours. 
La troisième étape va de la libération jusqu'en 1958, Il publie des ouvrages tels que Le Professeur et le profiteur (Daehak gyosuwa moribae) et Vingt-cinq ans (Isibonyeon). Ces récits contiennent une forte critique sociale et une analyse du chaos de l'après-libération en Corée. Ces récits démontrent la conscience sociale de l'auteur. Au cours de la dernière étape, il englobe des sujets plus universels dans ses récits, telles la mort et les valeurs humaines. 